# Fossé (Ardenas)
 Fossé  es una población y comuna francesa, en la región de Champaña-Ardenas, departamento de Ardenas, en el distrito de Vouziers y cantón de Buzancy.
Está integrada en la Communauté de communes de l'Argonne Ardennaise.

## Demografía
| 222 | 235 | 266 | 276 | 281 | 316 | 279 | 294 | lac. | lac. | 263 | 243 | 240 | 222 | 201 | 195 | 174 | 180 | 182 | 166 | 141 | 138 | 142 | 126 | 132 | 123 | 129 | 109 | 82 | 86 | 83 | 76 | 56 | 55 |
| Para los censos de 1962 a 1999 la población legal corresponde a la población sin duplicidades (Fuente: INSEE [Consultar]) |     |     |     |     |     |     |     |      |      |     |     |     |     |     |     |     |     |     |     |     |     |     |     |     |     |     |     |    |    |    |    |    |    |